# Jim Stewart (producteur)
Pour les articles homonymes, voir Jim Stewart (homonymie) et Stewart.
James F. Stewart, dit Jim Stewart, né le 29 juillet 1930 à Middleton (Tennessee) et mort le 5 décembre 2022 à Memphis (Tennessee), est un producteur musical et réalisateur artistique américain, cofondateur de Stax Records, l'une des principales maisons de disques de l'âge d'or de la musique soul et du rhythm and blues dans les années 1960 et 1970. Le label remporte également de nombreux succès dans le palmarès de la musique pop, le Billboard Hot 100, pendant cette période.

## Biographie
Élevé dans une ferme à Middleton (Tennessee), Jim Stewart déménage à Memphis en 1948 après avoir obtenu son diplôme d'études secondaires. Il travaille chez Sears et la First National Bank, puis est enrôlé dans l'armée des États-Unis. Après avoir servi pendant deux ans, Stewart retourne à son travail de commis de banque à Memphis en 1953.
Jim Stewart est également violoniste et rejoint un groupe de musique country local, les Canyon Cowboys. Il travaille plusieurs jours comme banquier à l'Union Planters Bank. En 1957, Stewart lance son propre label musical, Satellite Records, qui publie des disques de musique country et de rockabilly. Sa sœur, Estelle Axton, hypothèque sa maison pour investir dans l'entreprise de son frère en achetant un magnétophone Ampex 300.
En 1959, le label s'installe dans l'ancien Théâtre Capitol de Memphis. L'auditorium est converti en studio et la scène est transformée en salle de contrôle. Pour économiser de l'argent, Stewart ne nivelle pas le sol. Cela créé une acoustique unique, qui est perceptible dans les enregistrements réalisés là-bas, dont beaucoup présentent un son lourd et grave. Un magasin de disque ouvre dans un local attenant.
Cette même année, il change de répertoire et se lance sur le marché de la musique noire. Le nom Satellite étant déjà utilisé par une firme de la Côte Ouest, il rebaptise la société Stax Records (le nom du label «STAX» est une combinaison de STewart et AXton).
Jim Stewart ne se limite pas au rôle de dirigeant, il est aussi le producteur d'un grand nombre des réalisations du label. Ainsi, il est aux manettes de la plupart des albums d'Otis Redding, de Green Onions par Booker T. and the M.G.'s, Walking the Dog de Rufus Thomas, In the Midnight Hour de Wilson Pickett ou encore Hold On, I'm Comin' de Sam & Dave.
Au tournant des années 1960 et 1970, Jim Stewart, qui a dévoué sa vie au label, est fatigué. Confronté à de nombreux problèmes internes, il perd peu à peu l'intérêt qu'il avait pour Stax. Otis Redding et plusieurs musiciens des Bar-Kays trouvent la mort dans un accident d'avion en décembre 1967. Après l'assassinat de Martin Luther King, le 4 avril 1968, les relations entre noirs et blancs au sein de label, qui vivaient jusqu'alors en parfaite harmonie, se tendent. La rupture du contrat de distribution qu'il avait signé avec Atlantic en 1965 lui fait perdre l'intégralité du catalogue de la maison de disque. Et sa sœur Estelle, en désaccord avec Al Bell, quitte la société. Jim Stewart ne se reconnait pas non plus dans la nouvelle orientation prise par la musique soul à la fin de la décennie. Il n'a plus produit un disque depuis 1967 et envisage de vendre ses parts à Al Bell. C'est chose faite en 1974.
Après avoir vendu des millions de disques au cours de son histoire, Stax fait faillite en 1975.
Jim Stewart a toujours gardé un profil bas et a intensément protégé sa vie privée. Lorsqu'il est intronisé au Rock and Roll Hall of Fame en 2002, il envoie sa petite-fille Jennifer à la cérémonie d'intronisation pour recevoir le prix en son nom. Jim Stewart et Estelle Axton sont reçus au Memphis Music Hall of Fame en 2012.